# ドイチェ・フースバルマイスターシャフト1946-1947
ドイチェ・フースバルマイスターシャフトは、 1946-1947シーズンには開催されなかった。ドイツ国が第二次世界大戦に敗れ、連合国に分割占領されていたためである。米国・フランス・イギリスの占領地域と四か国共同管理地区ベルリンでは、ドイツサッカー協会最上位リーグのフースバル・オーバーリーガを兼ねて、ツォーネンマイスターシャフトが開催されたが、ソ連占領地域だけは何の大会も開催されなかった。

## 概要
連合国占領時代における第二シーズン目である。様々な困難を抱えながらも、ドイツサッカーの再建は引き続き行われた。米国占領地域 (フースバル・オーバリーガ・ズュート) とベルリン (ベルリナー・シュタットリーガ)では、1グループのリーグ戦が行われた。域内移動規制が緩和されたフランス占領地域 (フースバル・オーバーリーガ・ズュートヴェスト (1945-1963))では、昨季より簡略された大会が開催された。英国占領地域 (ブリティッシェ・ツォーネンマイスターシャフト) の状況も大幅に改善され、郡・都市・地区レベルの小規模リーグ戦しか許可されなかった昨季とは異なり、占領地域全体の王者を決めるステージが開催された。
オーバーリーガ・ズュートは昨季より4クラブ多い20クラブ制で行われ、1.FCニュルンベルクが優勝した。
オーバーリーガ・ズュートヴェストは昨季の3グループから2グループ編成になり、北部 (ラインラント＝プファルツ/ザールラント) と南部 (ズュートヴュルテンベルク/ズュートバーデン) のグループ勝者同士で、ファイナルを戦う方式である。その決勝では北部勝者1.FCカイザースラウテルンが南部勝者VfLコンスタンツを破り、優勝した。
FCKは決勝戦を16－5というスコアで制し、西ドイツ時代初期まで続く黄金期の幕を開いた。ベルリナー・シュタットリーガでは、昨季は三段式の複雑な大会が行われたのに対し、今季は一転して12クラブによる単純なリーグとなっている。優勝はSGシャルロッテンブルク (テニス・ボルシア・ベルリンだった。
ブリティッシェ・ツォーネンマイスターシャフトは、英国が占領する北部・西部全体の王者を決める大掛かりなものとなった。また、来季から始まるフースバル・オーバーリーガ・ノルトおよびフースバル・オーバーリーガ・ヴェストの参入権争いも兼ねていた。西部では、この段階で既にオーバーリーガの枠組が形成されていた。方式は、北部・西部・下ライン・中部ラインでそれぞれリーグ戦を行った後、成績に応じて出場段階の異なる決勝トーナメントへ進出する、というものである。決勝戦では、ハンブルガーSVがボルシア・ドルトムントを1－0で下して優勝した。
ソ連占領地域では、都市・郡・地区単位の大会開催が許可されたが、それ以上広域の大会はまだなかった。ここでは、1945年の連合国管理評議会による既存スポーツ協会・スポーツクラブの活動禁止令が厳格に実行され、ブルジョワと見做された民間クラブはほぼ消滅し、都市や地区の自治体に直属する公共クラブ「シュポルトグルッペ」だけが残っていた。
メクレンブルク＝フォアポンメルンでは州規模大会を2グループ構成で開催し、SGロストック＝ズュートが優勝した。ブランデンブルクでも郡単位リーグ勝者たちによる大会が開催され、SGコットブス＝オストが決勝でSGフォルスト＝ミッテ (TV1861フォルスト)を3－2で破り、優勝した。それ以外の州では、郡単位以上の大会は開催されていない。

## ツォーネンマイスターシャフト1946-1947結果

### フースバル・オーバーリーガ1946-1947
| 占領地域                 | リーガ                           | マイスター               |
| ------------------------ | -------------------------------- | ------------------------ |
| オーバーリーガ・ズュート | 1.FCニュルンベルク               |                          |
| フランス占領地域         | オーバーリーガ・ズュートヴェスト | 1.FCカイザースラウテルン |
| ベルリン                 | ベルリナー・シュタットリーガ     | SGシャルロッテンブルク   |

### ブリティッシェ・ツォーネンマイスターシャフト
イギリス占領地域決勝トーナメントは、予備予選を勝ち上がったクラブと各地域リーグ (シュレースヴィヒ＝ホルシュタイン、ハンブルク、ニーダーザクセン、ブレーメン、ヴェストファーレン、ミッテルライン、ニーダーライン地方) 王者によって、8クラブで争われた。ミッテルライン優勝・準優勝クラブ、ヴェストファーレン王者、ニーダーライン王者、ニーダーザクセン優勝・準優勝クラブは直接エントリーである。決勝戦はハンブルク地区1位・予備予選から勝ち上がったハンブルガーSVが、ヴェストファーレン王者ボルシア・ドルトムントを1-0で下した。